# Philippine Rose Duchsene
Philippine Rose Duchesne (Grenoble, 1769. augusztus 29. – Saint Charles, 1852. november 18.) francia szerzetesnővér, a római katolikus egyház szentje.

## Élete
Philippine Rose Duchesne 1804-ben lépett be az újonnan alapított Szent Szív Társaságba. Ott különböző feladatokba vetette bele magát, és több éven át dolgozott a rendalapító Barat Szent Magdolna-Zsófia személyes bizalmasaként. 1805. november 21-én tette le a fogadalmat. Egy ideig a Sacré-Cœur internátus közösségét vezette Grenoble-ben. Később a közösség főtitkára lett Párizsban.
Püspöki felkérésre 1817 májusában követte Louisianába a kongregáció apácafőnöknőjét, Barat Magdolna-Zsófiát. 1818-ban négy nővér társával letelepedett a Saint Charles érsekségben, New Orleansban. A következő években több telephelyet, novíciát és iskolát alapított Észak-Amerikában, és a kongregáció jelentősen terjeszkedhetett. 1840-ben misszionáriusként dolgozott az indiánoknál Sugar Creekben.
1940. május 12-én XII. Piusz pápa boldoggá, II. János Pál pedig szentté avatta 1988. július 3-án.

## Fordítás
- Ez a szócikk részben vagy egészben  a   Philippine Rose Duchesne című német Wikipédia-szócikk ezen változatának fordításán alapul.  Az eredeti cikk szerkesztőit annak laptörténete sorolja fel. Ez a jelzés csupán a megfogalmazás eredetét és a szerzői jogokat jelzi, nem szolgál a cikkben szereplő információk forrásmegjelöléseként.